# Parapodisma fauriei
Parapodisma fauriei är en insektsart som först beskrevs av Bolívar, I. 1890.  Parapodisma fauriei ingår i släktet Parapodisma och familjen gräshoppor. Inga underarter finns listade i Catalogue of Life.